# ZZT
 (mars 2020).
Si vous disposez d'ouvrages ou d'articles de référence ou si vous connaissez des sites web de qualité traitant du thème abordé ici, merci de compléter l'article en donnant les références utiles à sa vérifiabilité et en les liant à la section « Notes et références ».
ZZT est un jeu vidéo d'aventure fonctionnant sous DOS en mode texte ASCII, norme ANSI. Ce jeu a été développé en Pascal en 1991 par Tim Sweeney, futur concepteur d'Unreal, et proposé par la société Epic MegaGames sur le système du partagiciel avec un seul monde.
C'est un jeu inspiré par Rogue mais, contrairement à ce dernier, il se passe en temps réel (sans tour de jeu), et dans un univers contemporain.

## Jeu et programmation
Livré désormais en tant que gratuiciel avec quatre mondes (Town of ZZT, Caves of ZZT, City of ZZT et Dungeons of ZZT) dont trois éditables, il comporte également un éditeur de mondes qui permet de créer ses propres terrains, de monter ses propres scénarios. Effets visuels et sonores avancés, le tout en mode texte et sans carte son.
Des passionnés ont créé de nombreux mondes.
Le jeu est livré avec son propre langage de programmation, ZOOP (ZZT-OOP), ainsi qu'un manuel complet (en anglais) décrivant les commandes et les bases de la programmation.

## Outils pour ZZT

### DreamZZT
Un moteur de ZZT open-source pour Mac OS X, Microsoft Windows, Linux, Nintendo DS et de la SEGA Dreamcast.

### KevEdit
Un éditeur polyvalent qui dispose d'une palette complète, un backbuffer plus grande, un mode de couleur par défaut, et un bien meilleur sélecteur de caractère. Il n'est plus développé (à compter du 2 juillet, 2005) et est encore en stade alpha, mais est utilisable. La dernière version est v0.5.1.

### ZZTAE
Un autre éditeur externe pour ZZT, plus ancien. La dernière version est v1.0.1 (1er octobre 2001).

## Suites
Sweeney a collaboré avec le programmeur Allen Pilgrim à la création d'une suite à ZZT, appelée Super ZZT, qui ajoute des fonctionnalités et des niveaux supplémentaires au gameplay de base de ZZT. Le jeu se joue de la même manière que ZZT, et intègre des textures de sol, un menu de jeu différent, des ennemis et des objets préfabriqués, et des écrans de carte défilants, ce qui permet de créer des mondes beaucoup plus grands que dans ZZT. 